# Jorge Enrique Pulido Televisión
Jorge Enrique Pulido Televisión fue una programadora de televisión colombiana que fue propiedad del periodista Jorge Enrique Pulido. 

## Historia
Fundada en 1979, produjo principalmente programas de actualidad, entre ellos Canal Abierto, Las Investigadoras y el noticiero Mundovisión, del cual era el presentador y director cuando fue asesinado en 1989 por el Cartel de Medellín al concluir una de sus emisiones. A consecuencia de la muerte de Pulido, la programadora salió del aire en mayo de 1990.